# 許鋌
許鋌（1552年—？），字定之，順天府通州武清縣人，民籍，明朝政治人物。

## 生平
萬曆元年（1573年）癸酉科順天府鄉試第十五名，萬曆二年（1574年）聯捷甲戌科會試第四十八名，登三甲第二十六名進士。授莘縣知縣，五年調知即墨縣，在任四年，修葺孔子庙、明倫堂，建起秀亭，凿飛虹池。九年秋以循良高第，拜兵部車駕司主事，歷官兵部郎中，十七年十一月升山東按察司副使、整饬臨清兵备。

## 家族
曾祖許鐸；祖父許世英；父許大紀。母董氏。重庆下。